# Samuel Ma'oz
Samuel Ma'oz (hebrejsky: שמואל מעוז, Šmu'el Ma'oz; * 1962, Tel Aviv) je izraelský filmový režisér. Jeho film Libanon z roku 2009 získal na 66. ročníku Benátského filmového festivalu ocenění Zlatý lev za nejlepší film.

## Biografie
Narodil se v Tel Avivu a ve dvaceti letech byl střelcem v jednom z prvních izraelských tanků, které v roce 1982 vstoupily do Libanonu během první libanonské války. Po válce studoval kameramanskou profesi v umělecké škole Bejt Cvi v Ramat Ganu a pracoval jako filmový a televizní producent a výtvarník.

### Filmová kariéra
Jako filmový režisér je spojován především s produkcí dokumentárních filmů. Jeho režijním počinem je dokumentární snímek Total Eclipse („Úplné zatmění“) z roku 2000, v němž se objevila izraelská herečka Jevgenija Dodin. V roce 2007 začal pracovat na svém debutovém celovečerním snímku Libanon, který je založen na Ma'ozových osobních zkušenostech, a který vypráví traumatickou zkušenost čtyřčlenné posádky izraelského tanku v libanonské vesnici na počátku první libanonské války.
Koncem července 2009 Ma'oz obdržel pozvánku na 66. ročník filmového festivalu v Benátkách, kde jeho film získal hlavní cenu Zlatý lev, poté, co byl film odmítnut na filmových festivalech v Berlíně a Cannes. V témže roce byl nominován v deseti kategoriích na izraelské národní ocenění Ofirova cena, z čehož čtyři nominace proměnil. V roce 2010 se zúčastnil 45. ročníku MFF v Karlových Varech.

## Filmografie
- 2009: Libanon
- 2000: Total Eclipse („Úplné zatmění“) – dokument